# Olympische Sommerspiele 2016/Badminton (Dameneinzel)
Der Einzelwettbewerb der Frauen im Badminton bei den Olympischen Spielen 2016 in Rio de Janeiro wurde vom 11. bis 19. August 2016 im „Pavilion 4“ des Riocentro ausgetragen. 40 Sportlerinnen nahmen daran teil. 
Es wurden 13 Spielerinnen gesetzt, die auf 13 Gruppen verteilt wurden. In den Gruppen spielte jede gegen jede, die Gruppensiegerin qualifizierte sich für die nächste Runde, die im K.-o.-System gespielt wurde, bei der die Sieger die nächste Runde erreichten. Aufgrund einer Verletzung konnte die Chinesin Li Xuerui nicht im Spiel um Platz 3 antreten und verlor somit automatisch.

## Setzliste
| Nr. | Spielerin         | Erreichte Runde |
| --- | ----------------- | --------------- |
| 01. | Carolina Marín    | Gold            |
| 02. | Wang Yihan        | Viertelfinale   |
| 03. | Li Xuerui         | 4. Platz        |
| 04. | Ratchanok Intanon | Achtelfinale    |
| 05. | Saina Nehwal      | Gruppenphase    |
| 06. | Nozomi Okuhara    | Bronze          |
| 07. | Sung Ji-hyun      | Viertelfinale   |

| Nr. | Spielerin                | Erreichte Runde |
| --- | ------------------------ | --------------- |
| 08. | Tai Tzu-ying             | Achtelfinale    |
| 09. | P. V. Sindhu             | Silber          |
| 10. | Akane Yamaguchi          | Viertelfinale   |
| 11. | Kirsty Gilmour           | Gruppenphase    |
| 12. | Porntip Buranaprasertsuk | Viertelfinale   |
| 13. | Bae Yeon-ju              | Achtelfinale    |

## Resultate

### Gruppenphase

#### Gruppe A
| Athletinnen        | Spiele | gew. | verl. | Sätze gew. | Sätze verl. | Punkte |
| ------------------ | ------ | ---- | ----- | ---------- | ----------- | ------ |
| Carolina Marín (1) | 2      | 2    | 0     | 4          | 0           | 84:39  |
| Line Kjærsfeldt    | 2      | 1    | 1     | 2          | 2           | 71:59  |
| Nanna Vainio       | 2      | 0    | 2     | 0          | 4           | 27:84  |

| Athletin 1            | Ergebnis              | Athletin 2            |
| 11. August, 11:55 Uhr | 11. August, 11:55 Uhr | 11. August, 11:55 Uhr |
| --------------------- | --------------------- | --------------------- |
| Carolina Marín (1)    | 21:60 21:40           | Nanna Vainio          |
| 12. August, 15:35 Uhr |                       |                       |
| Line Kjærsfeldt       | 21:90 21:80           | Nanna Vainio          |
| 13. August, 19:30 Uhr |                       |                       |
| Carolina Marín (1)    | 21:16 21:13           | Line Kjærsfeldt       |

#### Gruppe C
| Athletinnen      | Spiele | gew. | verl. | Sätze gew. | Sätze verl. | Punkte |
| ---------------- | ------ | ---- | ----- | ---------- | ----------- | ------ |
| Sung Ji-hyun (7) | 2      | 2    | 0     | 4          | 0           | 84:55  |
| Liang Xiaoyu     | 2      | 1    | 1     | 2          | 2           | 70:64  |
| Delphine Lansac  | 2      | 0    | 2     | 0          | 4           | 49:84  |

| Athletin 1            | Ergebnis              | Athletin 2            |
| 12. August, 13:15 Uhr | 12. August, 13:15 Uhr | 12. August, 13:15 Uhr |
| --------------------- | --------------------- | --------------------- |
| Sung Ji-hyun (7)      | 21:13 21:14           | Delphine Lansac       |
| 13. August, 09:35 Uhr |                       |                       |
| Liang Xiaoyu          | 21:70 21:15           | Delphine Lansac       |
| 14. August, 10:55 Uhr |                       |                       |
| Sung Ji-hyun (7)      | 21:17 21:11           | Liang Xiaoyu          |

#### Gruppe D
| Athletinnen         | Spiele | gew. | verl. | Sätze gew. | Sätze verl. | Punkte |
| ------------------- | ------ | ---- | ----- | ---------- | ----------- | ------ |
| Linda Setschiri     | 2      | 2    | 0     | 4          | 1           | 96:86  |
| Kirsty Gilmour (11) | 2      | 1    | 1     | 3          | 2           | 96:86  |
| Sabrina Jaquet      | 2      | 0    | 2     | 0          | 4           | 64:84  |

| Athletin 1            | Ergebnis              | Athletin 2            |
| 11. August, 21:25 Uhr | 11. August, 21:25 Uhr | 11. August, 21:25 Uhr |
| --------------------- | --------------------- | --------------------- |
| Kirsty Gilmour (11)   | 21:17 21:15           | Sabrina Jaquet        |
| 13. August, 22:10 Uhr |                       |                       |
| Linda Setschiri       | 21:17 21:15           | Sabrina Jaquet        |
| 14. August, 19:30 Uhr |                       |                       |
| Kirsty Gilmour (11)   | 21:12 17:21 16:21     | Linda Setschiri       |

#### Gruppe E
| Athletinnen   | Spiele | gew. | verl. | Sätze gew. | Sätze verl. | Punkte  |
| ------------- | ------ | ---- | ----- | ---------- | ----------- | ------- |
| Li Xuerui (3) | 3      | 3    | 0     | 6          | 0           | 126:069 |
| Iris Wang     | 3      | 2    | 1     | 4          | 4           | 150:138 |
| Lianne Tan    | 3      | 1    | 2     | 3          | 4           | 117:138 |
| Telma Santos  | 3      | 0    | 3     | 1          | 6           | 096:144 |

| Athletin 1            | Ergebnis              | Athletin 2            |
| 11. August, 20:10 Uhr | 11. August, 20:10 Uhr | 11. August, 20:10 Uhr |
| --------------------- | --------------------- | --------------------- |
| Li Xuerui (3)         | 21:12 21:70           | Telma Santos          |
| 11. August, 20:20 Uhr |                       |                       |
| Iris Wang             | 21:17 20:22 21:14     | Lianne Tan            |
| 12. August, 19:30 Uhr |                       |                       |
| Iris Wang             | 18:21 :10 21:12       | Telma Santos          |
| 12. August, 20:30 Uhr |                       |                       |
| Li Xuerui (3)         | 21:11 21:11           | Lianne Tan            |
| 14. August, 16:30 Uhr |                       |                       |
| Li Xuerui (3)         | 21:16 21:12           | Iris Wang             |
| 14. August, 20:50 Uhr |                       |                       |
| Lianne Tan            | 21:16 21:18           | Telma Santos          |

#### Gruppe G
| Athletinnen      | Spiele | gew. | verl. | Sätze gew. | Sätze verl. | Punkte |
| ---------------- | ------ | ---- | ----- | ---------- | ----------- | ------ |
| Marija Ulitina   | 2      | 2    | 0     | 4          | 0           | 84:63  |
| Saina Nehwal (5) | 2      | 1    | 1     | 2          | 2           | 79:76  |
| Lohaynny Vicente | 2      | 0    | 2     | 0          | 4           | 60:84  |

| Athletin 1            | Ergebnis              | Athletin 2            |
| 11. August, 11:20 Uhr | 11. August, 11:20 Uhr | 11. August, 11:20 Uhr |
| --------------------- | --------------------- | --------------------- |
| Saina Nehwal (5)      | 21:17 21:17           | Lohaynny Vicente      |
| 13. August, 11:55 Uhr |                       |                       |
| Marija Ulitina        | 21:13 21:13           | Lohaynny Vicente      |
| 14. August, 09:15 Uhr |                       |                       |
| Saina Nehwal (5)      | 18:21 19:21           | Marija Ulitina        |

#### Gruppe H
| Athletinnen                   | Spiele | gew. | verl. | Sätze gew. | Sätze verl. | Punkte |
| ----------------------------- | ------ | ---- | ----- | ---------- | ----------- | ------ |
| Porntip Buranaprasertsuk (12) | 2      | 2    | 0     | 4          | 0           | 84:54  |
| Kate Foo Kune                 | 2      | 1    | 1     | 2          | 2           | 67:77  |
| Wendy Chen Hsuan-yu           | 2      | 0    | 2     | 0          | 4           | 64:84  |

| Athletin 1                    | Ergebnis              | Athletin 2            |
| 11. August, 20:30 Uhr         | 11. August, 20:30 Uhr | 11. August, 20:30 Uhr |
| ----------------------------- | --------------------- | --------------------- |
| Porntip Buranaprasertsuk (12) | 21:14 21:15           | Wendy Chen Hsuan-yu   |
| 13. August, 20:30 Uhr         |                       |                       |
| Kate Foo Kune                 | 21:16 21:19           | Wendy Chen Hsuan-yu   |
| 14. August, 21:05 Uhr         |                       |                       |
| Porntip Buranaprasertsuk (12) | 21:70 21:18           | Kate Foo Kune         |

#### Gruppe I
| Athletinnen       | Spiele | gew. | verl. | Sätze gew. | Sätze verl. | Punkte |
| ----------------- | ------ | ---- | ----- | ---------- | ----------- | ------ |
| Bae Yeon-ju (13)  | 2      | 2    | 0     | 4          | 0           | 84:37  |
| Özge Bayrak       | 2      | 1    | 1     | 2          | 2           | 60:65  |
| Jeanine Cicognini | 2      | 0    | 2     | 0          | 4           | 42:84  |

| Athletin 1            | Ergebnis              | Athletin 2            |
| 12. August, 19:55 Uhr | 12. August, 19:55 Uhr | 12. August, 19:55 Uhr |
| --------------------- | --------------------- | --------------------- |
| Bae Yeon-ju (13)      | 21:11 21:80           | Jeanine Cicognini     |
| 13. August, 16:00 Uhr |                       |                       |
| Özge Bayrak           | 21:14 21:90           | Jeanine Cicognini     |
| 14. August, 17:05 Uhr |                       |                       |
| Bae Yeon-ju (13)      | 21:11 21:70           | Özge Bayrak           |

#### Gruppe J
| Athletinnen        | Spiele | gew. | verl. | Sätze gew. | Sätze verl. | Punkte |
| ------------------ | ------ | ---- | ----- | ---------- | ----------- | ------ |
| Nozomi Okuhara (6) | 2      | 2    | 0     | 4          | 0           | 84:42  |
| Vũ Thị Trang       | 2      | 1    | 1     | 2          | 2           | 60:65  |
| Lindaweni Fanetri  | 2      | 0    | 2     | 0          | 4           | 47:84  |

| Athletin 1            | Ergebnis              | Athletin 2            |
| 12. August, 08:00 Uhr | 12. August, 08:00 Uhr | 12. August, 08:00 Uhr |
| --------------------- | --------------------- | --------------------- |
| Nozomi Okuhara (6)    | 21:10 21:80           | Vũ Thị Trang          |
| 13. August, 11:20 Uhr |                       |                       |
| Lindaweni Fanetri     | 12:21 11:21           | Vũ Thị Trang          |
| 14. August, 10:55 Uhr |                       |                       |
| Nozomi Okuhara (6)    | 21:12 21:12           | Lindaweni Fanetri     |

#### Gruppe K
| Athletinnen          | Spiele | gew. | verl. | Sätze gew. | Sätze verl. | Punkte  |
| -------------------- | ------ | ---- | ----- | ---------- | ----------- | ------- |
| Akane Yamaguchi (10) | 2      | 2    | 0     | 4          | 1           | 104:072 |
| Tee Jing Yi          | 2      | 1    | 1     | 2          | 2           | 066:077 |
| Kristína Gavnholt    | 2      | 0    | 2     | 1          | 4           | 084:105 |

| Athletin 1            | Ergebnis              | Athletin 2            |
| 12. August, 12:10 Uhr | 12. August, 12:10 Uhr | 12. August, 12:10 Uhr |
| --------------------- | --------------------- | --------------------- |
| Akane Yamaguchi (10)  | 20:22 21:12 21:15     | Kristína Gavnholt     |
| 13. August, 08:25 Uhr |                       |                       |
| Tee Jing Yi           | 22:20 21:15           | Kristína Gavnholt     |
| 14. August, 08:30 Uhr |                       |                       |
| Akane Yamaguchi (10)  | 21:18 21:50           | Tee Jing Yi           |

#### Gruppe L
| Athletinnen           | Spiele | gew. | verl. | Sätze gew. | Sätze verl. | Punkte |
| --------------------- | ------ | ---- | ----- | ---------- | ----------- | ------ |
| Ratchanok Intanon (4) | 2      | 2    | 0     | 4          | 0           | 84:57  |
| Kati Tolmoff          | 2      | 1    | 1     | 2          | 3           | 74:95  |
| Yip Pui Yin           | 2      | 0    | 2     | 1          | 4           | 83:89  |

| Athletin 1            | Ergebnis              | Athletin 2            |
| 11. August, 08:25 Uhr | 11. August, 08:25 Uhr | 11. August, 08:25 Uhr |
| --------------------- | --------------------- | --------------------- |
| Ratchanok Intanon (4) | 21:14 21:13           | Kati Tolmoff          |
| 12. August, 09:10 Uhr |                       |                       |
| Yip Pui Yin           | 21:50 13:21 19:21     | Kati Tolmoff          |
| 14. August, 08:30 Uhr |                       |                       |
| Ratchanok Intanon (4) | 21:18 21:12           | Yip Pui Yin           |

#### Gruppe M
| Athletinnen      | Spiele | gew. | verl. | Sätze gew. | Sätze verl. | Punkte |
| ---------------- | ------ | ---- | ----- | ---------- | ----------- | ------ |
| P. V. Sindhu (9) | 2      | 2    | 0     | 4          | 1           | 103:70 |
| Michelle Li      | 2      | 1    | 1     | 3          | 2           | 095:80 |
| Laura Sárosi     | 2      | 0    | 2     | 0          | 4           | 036:84 |

| Athletin 1            | Ergebnis              | Athletin 2            |
| 11. August, 10:10 Uhr | 11. August, 10:10 Uhr | 11. August, 10:10 Uhr |
| --------------------- | --------------------- | --------------------- |
| P. V. Sindhu (9)      | 21:80 21:90           | Laura Sárosi          |
| 13. August, 17:20 Uhr |                       |                       |
| Michelle Li           | 21:11 21:80           | Laura Sárosi          |
| 14. August, 12:30 Uhr |                       |                       |
| P. V. Sindhu (9)      | 19:21 :15 21:17       | Michelle Li           |

#### Gruppe N
| Athletinnen       | Spiele | gew. | verl. | Sätze gew. | Sätze verl. | Punkte |
| ----------------- | ------ | ---- | ----- | ---------- | ----------- | ------ |
| Tai Tzu-ying (8)  | 2      | 2    | 0     | 4          | 0           | 84:41  |
| Natalja Perminowa | 2      | 1    | 1     | 2          | 2           | 63:67  |
| Elisabeth Baldauf | 2      | 0    | 2     | 0          | 4           | 45:84  |

| Athletin 1            | Ergebnis              | Athletin 2            |
| 11. August, 11:20 Uhr | 11. August, 11:20 Uhr | 11. August, 11:20 Uhr |
| --------------------- | --------------------- | --------------------- |
| Tai Tzu-ying (8)      | 21:11 21:90           | Elisabeth Baldauf     |
| 13. August, 19:30 Uhr |                       |                       |
| Natalja Perminowa     | 21:17 21:80           | Elisabeth Baldauf     |
| 14. August, 21:05 Uhr |                       |                       |
| Tai Tzu-ying (8)      | 21:12 21:90           | Natalja Perminowa     |

#### Gruppe P
| Athletinnen    | Spiele | gew. | verl. | Sätze gew. | Sätze verl. | Punkte |
| -------------- | ------ | ---- | ----- | ---------- | ----------- | ------ |
| Wang Yihan (2) | 2      | 2    | 0     | 4          | 0           | 84:46  |
| Karin Schnaase | 2      | 1    | 1     | 2          | 2           | 69:75  |
| Chloe Magee    | 2      | 0    | 2     | 0          | 4           | 52:84  |

| Athletin 1            | Ergebnis              | Athletin 2            |
| 11. August, 09:00 Uhr | 11. August, 09:00 Uhr | 11. August, 09:00 Uhr |
| --------------------- | --------------------- | --------------------- |
| Wang Yihan (2)        | 21:70 21:12           | Chloe Magee           |
| 12. August, 21:05 Uhr |                       |                       |
| Karin Schnaase        | 21:14 21:19           | Chloe Magee           |
| 14. August, 15:30 Uhr |                       |                       |
| Wang Yihan (2)        | 21:11 21:16           | Karin Schnaase        |

### Finalrunde
|  | Erste Runde | Erste Runde               | Erste Runde | Erste Runde | Erste Runde |  |  | Zweite Runde | Zweite Runde              | Zweite Runde | Zweite Runde | Zweite Runde |    |                | Halbfinale | Halbfinale      | Halbfinale      | Halbfinale      | Halbfinale      |                 |  | Spiel um Gold | Spiel um Gold | Spiel um Gold | Spiel um Gold | Spiel um Gold |
|  |             |                           |             |             |             |  |  |              |                           |              |              |              |    |                |            |                 |                 |                 |                 |                 |  |               |               |               |               |               |
|  | 1           | Carolina Marín            |             |             |             |  |  |              |                           |              |              |              |    |                |            |                 |                 |                 |                 |                 |  |               |               |               |               |               |
|  |             | bye                       |             |             |             |  |  | 1            | Carolina Marín            | 21           | 21           |              |    |                |            |                 |                 |                 |                 |                 |  |               |               |               |               |               |
|  | 7           | Sung Ji-hyun              | 21          | 21          |             |  |  | 7            | Sung Ji-hyun              | 12           | 16           |              |    |                |            |                 |                 |                 |                 |                 |  |               |               |               |               |               |
|  |             | Linda Setschiri           | 15          | 12          |             |  |  |              |                           |              |              |              | 1  | Carolina Marín | 21         | 21              |                 |                 |                 |                 |  |               |               |               |               |               |
|  | 3           | Li Xuerui                 |             |             |             |  |  |              |                           |              |              |              |    | 3              | Li Xuerui  | 14              | 16              |                 |                 |                 |  |               |               |               |               |               |
|  |             | bye                       |             |             |             |  |  | 3            | Li Xuerui                 | 21           | 21           |              |    |                |            |                 |                 |                 |                 |                 |  |               |               |               |               |               |
|  |             | Marija Ulitina            | 14          | 16          |             |  |  | 12           | Porntip Buranaprasertsuk0 | 12           | 17           |              |    |                |            |                 |                 |                 |                 |                 |  |               |               |               |               |               |
|  | 12          | Porntip Buranaprasertsuk0 | 21          | 21          |             |  |  |              |                           |              |              |              | 1  | Carolina Marín | 19         | 21              | 21              |                 |                 |                 |  |               |               |               |               |               |
|  | 13          | Bae Yeon-ju               | 6           | 7           |             |  |  |              | 9                         | P. V. Sindhu | 21           | 12           | 15 |                |            |                 |                 |                 |                 |                 |  |               |               |               |               |               |
|  | 6           | Nozomi Okuhara            | 21          | 21          |             |  |  | 6            | Nozomi Okuhara            | 11           | 21           | 21           |    |                |            |                 |                 |                 |                 |                 |  |               |               |               |               |               |
|  | 10          | Akane Yamaguchi           | 21          | 21          |             |  |  | 10           | Akane Yamaguchi           | 21           | 17           | 10           |    |                |            |                 |                 |                 |                 |                 |  |               |               |               |               |               |
|  | 4           | Ratchanok Intanon         | 19          | 16          |             |  |  |              |                           |              |              |              | 6  | Nozomi Okuhara | 19         | 10              |                 |                 |                 |                 |  |               |               |               |               |               |
|  | 9           | P. V. Sindhu              | 21          | 21          |             |  |  |              | 9                         | P. V. Sindhu | 21           | 21           |    |                |            | Spiel um Bronze | Spiel um Bronze | Spiel um Bronze | Spiel um Bronze | Spiel um Bronze |  |               |               |               |               |               |
|  | 8           | Tai Tzu-ying              | 13          | 15          |             |  |  | 9            | P. V. Sindhu              | 22           | 21           |              |    |                |            |                 |                 | 3               | Li Xuerui       |                 |  |               |               |               |               |               |
|  |             | bye                       |             |             |             |  |  | 2            | Wang Yihan                | 20           | 19           |              |    |                | 6          | Nozomi Okuhara  | o.              | K.              |                 |                 |  |               |               |               |               |               |
|  | 2           | Wang Yihan                |             |             |             |  |  |              |                           |              |              |              |    |                |            |                 |                 |                 |                 |                 |  |               |               |               |               |               |

Wegen einer Knieverletzung aus dem Halbfinalspiel konnte die Chinesin Li Xuerui im Spiel um Bronze nicht antreten, so dass die Medaille an Nozomi Okuhara aus Japan ging.